# Pretend
Pretend är den svenska sångerskan Seinabo Seys debutalbum, utgivet 23 oktober 2015. Temat för albumet och dess låtar är i huvudsak Seys personliga liv och erfarenheter.
Sey turnerar med stöd av albumet på konsertturnén Let's Pretend Tour.

## Låtlista
| Nr           | Titel        | Längd |
| ------------ | ------------ | ----- |
| 1.           | Younger      | 3:34  |
| 2.           | Pretend      | 3:29  |
| 3.           | Poetic       | 3:02  |
| 4.           | Hard Time    | 3:29  |
| 5.           | Easy         | 2:47  |
| 6.           | Words        | 3:29  |
| 7.           | Sorry        | 3:32  |
| 8.           | Who          | 3:18  |
| 9.           | Still        | 2:53  |
| 10.          | You          | 3:41  |
| 11.          | Ruin         | 3:33  |
| 12.          | Burial       | 4:12  |
| Total längd: | Total längd: | 40:59 |

Bonuslåtar

Utgåvan av albumet på CD, vinyl och via digital nerladdning innehåller två bonuslåtar.
| 13.          | Pistols At Dawn | 3:40  |
| 14.          | River           | 3:44  |
| Total längd: | Total längd:    | 48:22 |

Digital utgåva

Den digitala utgåvan av albumet innehåller ytterligare två bonuslåtar.
| 15.          | Younger (Kygo Remix)       | 5:51  |
| 16.          | Younger (Acoustic Version) | 4:12  |
| Total längd: | Total längd:               | 58:25 |